# Stefano Sorrentino
Stefano Sorrentino (Cava dei Tirreni, 28 maart 1979) is een Italiaanse voetballer die dienstdoet als doelman. Hij verruilde US Palermo in juli 2016 transfervrij voor Chievo Verona.

## Clubcarrière
Sorrentino stroomde in 1997 door vanuit de jeugdopleiding van SS Lazio, maar kwam daar niet aan spelen toe in het eerste team. Datzelfde gold voor zijn jaar bij Juventus FC van 1997 tot en met 1998. Daarop nam  FC Torino Sorrentino in dienst. Dat verhuurde hem vervolgens aan Juve Stabia en AS Varese 1910 voor hij in 2001 in het basiselftal van de eigen hoofdmacht werd.
In de zomer van 2005 nam AEK Athene Sorrentino onder contract. Hij speelde er in twee seizoenen vijftig competitiewedstrijden en werd vervolgens verhuurd aan achtereenvolgens Recreativo Huelva en Chievo Verona. Laatstgenoemde club nam hem op op 12 juni 2009 definitief over.
Chievo verkocht de toen 33-jarige Sorrentino op 25 januari 2013 werd voor €4.000.000,- aan US Palermo, waar hij een contract voor 3,5 jaar tekende.

## Erelijst
| Kampioen Serie B | 1× | 2013/14 |